# Пустинен присмехулник
Пустинен присмехулник (Hippolais languida) е вид птица от семейство Acrocephalidae.

## Разпространение и местообитание
Разпространен е в Азербайджан, Армения, Афганистан, Бахрейн, Грузия, Джибути, Египет, Еритрея, Етиопия, Йемен, Израел, Индия, Йордания, Ирак, Иран, Казахстан, Катар, Кения, Кувейт, Ливан, Обединените арабски емирства, Оман, Пакистан, Палестина, Саудитска Арабия, Сирия, Сомалия, Таджикистан, Танзания, Туркменистан, Турция, Уганда и Узбекистан.